# May-sur-Orne
May-sur-Orne is een voormalige gemeente in het Franse departement Calvados in de regio Normandië. De plaats maakt deel uit van het arrondissement Caen. May-sur-Orne telde op 1 januari 2022 2.017 inwoners.

## Geschiedenis
May-sur-Orne is op 1 januari 2025 gefuseerd met de gemeente Saint-Martin-de-Fontenay tot de gemeente Saint-Martin-de-May.

## Geografie
De oppervlakte van May-sur-Orne bedroeg op 1 januari 2022 3,49 vierkante kilometer; de bevolkingsdichtheid was toen 577,9 inwoners per km². De gemeente ligt op de rechteroever van de Orne.
De onderstaande kaart toont de ligging van May-sur-Orne met de belangrijkste infrastructuur en aangrenzende gemeenten.

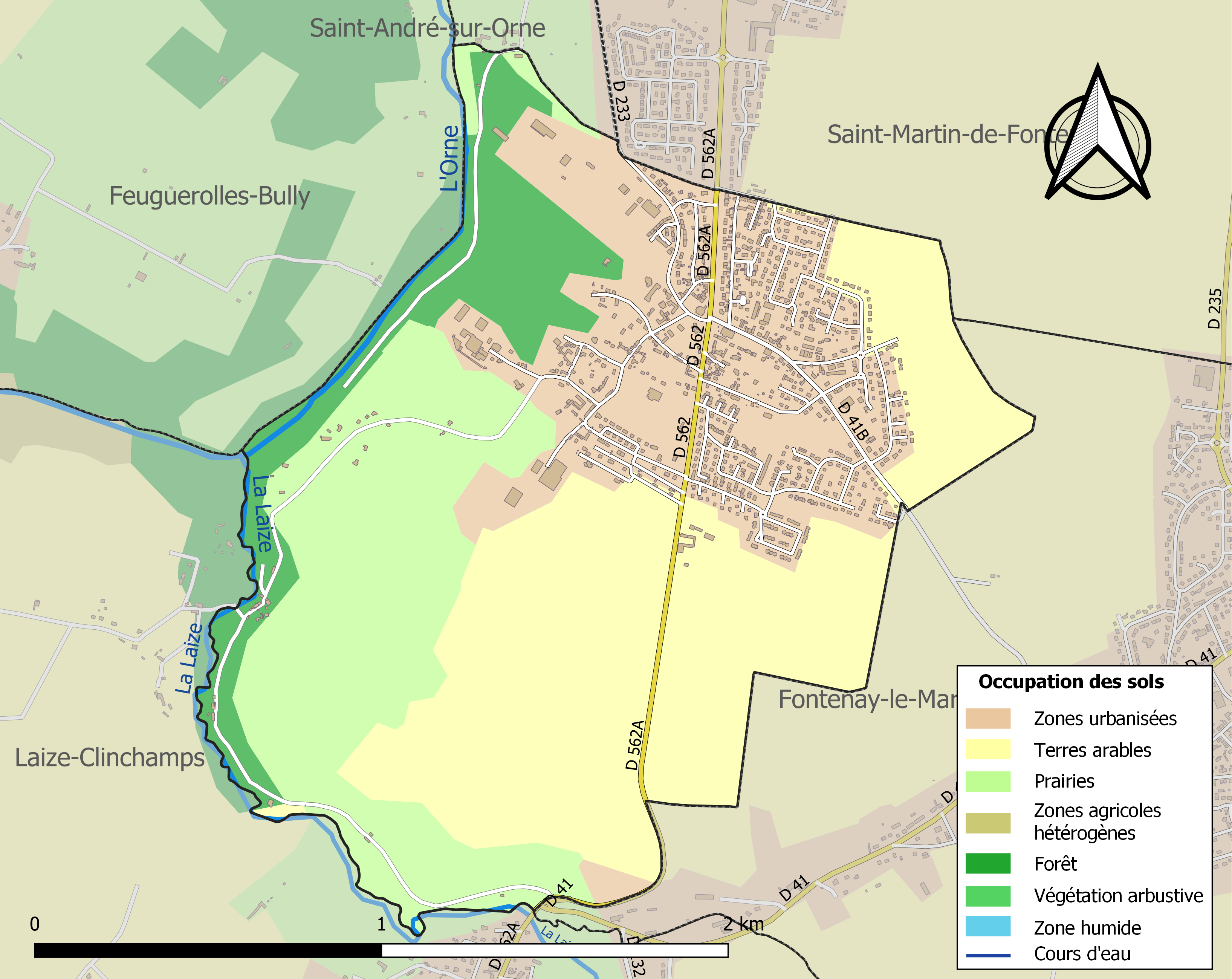

## Demografie
Onderstaande figuur toont het verloop van het inwonertal (bron: INSEE-tellingen).
Vanwege een beveiligingsprobleem met de MediaWiki Graph-software is het momenteel niet mogelijk deze grafiek weer te geven. Zodra de software is bijgewerkt zal de grafiek vanzelf weer zichtbaar worden.